# Thull
Thull is een buurtschap in de Nederlands-Limburgse gemeente Beekdaelen. In 2014 telde Thull ongeveer 145 inwoners.

## Ligging
De buurtschap Thull, gelegen in een droogdal ten zuidwesten van het dorp Schinnen wordt vrijwel geheel omringd door heuvels, waarvan de Krekelberg de voornaamste is. De Geleenbeek vormt ook hier een dal, het Geleenbeekdal, en is omsloten door weilanden en, sinds enkele jaren, door de Mulderplas (een slikvijver die is ontstaan door het storten van slik uit de voormalige Staatsmijn Emma). Rondom de Mulderplas is in de loop der jaren een unieke flora en fauna ontstaan, die na de herinrichting van het gebied een grote prominente plek heeft gekregen in het Landschapspark De Graven.

## Geschiedenis
Tull zal in de vroege middeleeuwen zijn ontstaan langs de Geleenbeek. De naam is mogelijk afkomstig van de tol die in het nabijgelegen Kathagen werd geheven in de 15e eeuw. Toch moet de naam al enkele eeuwen ouder zijn, want in 1289 was er spake van ridder Jan van Tulde, schepen te Schinnen. Deze ridder was tevens een mogelijke bewoner van het mottekasteel Mulrode, dat aan de noordzijde van Thull was gelegen.

## Erfgoed en brouwerij
In Thull ligt een groot aantal boerderijen die in de oorspronkelijke staat bewaard zijn gebleven. Twee daarvan hebben de status van rijksmonument.
In 1870 stichtte Joseph Meens in Thull de Meens bierbrouwerij, die na vier generaties nog altijd in eigendom is van de familie Meens. Sinds de jaren 50 van de twintigste eeuw wordt de naam Meens bier niet meer gebruikt en is vervangen door de merknaam Alfa bier.